# فيرنر فون بولتون
فيرنر فون بولتون (بالألمانية: Werner von Bolton)‏ هو كيميائي ومهندس ألماني، ولد في 1868 في تبليسي في جورجيا، وتوفي في 1912 في برلين في ألمانيا.